# Model Poincarégo
Model Poincarégo – jeden z modeli planimetrii hiperbolicznej odkryty przez uczonego francuskiego Henriego Poincarégo w 1882 roku.
Na płaszczyźnie euklidesowej {\displaystyle {\mathcal {E}}} ustalona jest prosta nazywana absolutem. Punktami płaszczyzny hiperbolicznej {\displaystyle {\mathcal {H}}} są punkty leżące po jednej stronie absolutu, czyli płaszczyzną hiperboliczną jest półpłaszczyzna otwarta (tj. bez punktów ograniczającej ją prostej) wyznaczona przez absolut. Punkty tej półpłaszczyzny nazywamy punktami skończonymi płaszczyzny hiperbolicznej. Prostymi w tym modelu są:
1. półproste euklidesowe otwarte (tj. bez początku półprostej) prostopadłe do absolutu o początku należącym do absolutu,
2. półokręgi otwarte (tj. bez końców) o środku i końcach leżących na absolucie.

Odcinkami w tym modelu są albo odcinki zawarte w prostych typu 1., albo łuki okręgów zawarte w prostych typu 2.

## Równoległość prostych
1. Jeśli jedna z prostych równoległych jest typu 2., to ich domknięcia na płaszczyźnie euklidesowej mają punkt wspólny leżący na absolucie.
2. Jeśli obie proste równoległe są typu 1., to są one równoległe w płaszczyźnie euklidesowej. Proste te wyznaczają jedyny punkt w nieskończoności, który nie leży na absolucie.

Punkty (granatowy), proste (szary) i odcinki (granatowy) w modelu Poincarégo geometrii hiperbolicznej z absolutem oznaczonym kolorem czerwonym.
Pęk prostych równoległych, czyli mających jeden punkt wspólny w nieskończoności; absolut składa się z punktów w nieskończoności.

Jeśli dwie proste nie mają punktów wspólnych i nie są równoległe, to nazywają się prostymi rozbieżnymi lub prostymi nadrównoległymi.

Każde dwie proste z umieszczonych na rysunku są rozbieżne

Na rysunku żadne dwie proste nie przecinają się, ale nie są też równoległe. Dlatego są nadrównoległe. Dla każdych dwóch prostych nadrównoległych istnieje prosta prostopadła do obu. W sytuacji na rysunku oznacza to, że istnieje półokrąg o końcach leżących na absolucie, prostopadły, na przykład, do prostych {\displaystyle c} i {\displaystyle d.}

## Równoległość półprostych

Półproste w modelu Poincaré.

Półprostą hiperboliczną w modelu Poincarégo może być:
1. Łuk półokręgu otwartego, będącego prostą hiperboliczną o jednym z końców będącym punktem skończonym, a drugim końcu leżącym na absolucie (rysunek).
2. Odcinek otwarty (bez końców) łączący punkt skończony płaszczyzny hiperbolicznej z punktem na absolucie, prostopadły do absolutu (rysunek).
3. Półprosta zawarta w prostej hiperbolicznej będącej półprostą euklidesową prostopadłą do absolutu.

Półproste hiperboliczne są równoległe, jeśli mają wspólny koniec leżący na absolucie albo są półprostymi euklidesowymi prostopadłymi do absolutu.

## Przekształcenia płaszczyzny hiperbolicznej
Ruch hiperboliczny jest ograniczeniem do płaszczyzny hiperbolicznej {\displaystyle {\mathcal {H}}} przekształcenia płaszczyzny euklidesowej {\displaystyle {\mathcal {E}},} które jest złożeniem pewnej liczby inwersji o środkach na absolucie i pewnej liczby symetrii o osiach prostopadłych do absolutu.